# Panické Dravce
Panické Dravce es un municipio del distrito de Lučenec en la región de Banská Bystrica, Eslovaquia, con una población estimada a final del año 2024 de 738 habitantes.
Se encuentra ubicado en el centro-sur de la región, en el valle del río Ipoly —un afluente izquierdo del Danubio— y cerca de la frontera con Hungría.

## Demografía
| Año        | 1994 | 2004    | 2014    | 2024    |
| ---------- | ---- | ------- | ------- | ------- |
| Población  | 718  | 737     | 745     | 738     |
| Diferencia |      | +2,64 % | +1,08 % | −0,93 % |

| Año        | 2023 | 2024    |
| ---------- | ---- | ------- |
| Población  | 737  | 738     |
| Diferencia |      | +0,13 % |